# Wald und Wiesen südlich Ranselberg
Wald und Wiesen südlich Ranselberg este o arie protejată (arie specială de conservare — SAC, sit de importanță comunitară — SCI) din Germania întinsă pe o suprafață de 98,08 ha, integral pe uscat.

## Localizare
Centrul sitului Wald und Wiesen südlich Ranselberg este situat la coordonatele 50°02′43″N 7°50′09″E / 50.0453°N 7.8358°E.

## Înființare
Situl Wald und Wiesen südlich Ranselberg a fost declarat sit de importanță comunitară în noiembrie 2004 pentru a proteja 2 specii de animale. Situl a fost protejat și ca arie specială de conservare în martie 2008.

## Biodiversitate
Situată în ecoregiunea continentală, aria protejată conține 6 habitate naturale: Fânețe de joasă altitudine (Alopecurus pratensis, Sanguisorba officinalis), Pante stâncoase silicioase cu vegetație casmofită, Roci stâncoase cu vegetație pionieră de Sedo-Scleranthion sau Sedo albi-Veronicion dillenii, Păduri de fag Asperulo-Fagetum, Păduri de stejar și carpen Galio-Carpinetum, Păduri pe pante, grohotișuri și ravene de Tilio-Acerion.
La baza desemnării sitului se află mai multe specii protejate de  nevertebrate (2): Euplagia quadripunctaria, rădașcă (Lucanus cervus).